# Georges Brosteaux
Georges Brosteaux, né le 2 janvier 1902 à Bambois et mort le 13 novembre 1959 à Fosses-la-Ville, est un coureur cycliste belge, professionnel de 1925 à 1929.

## Palmarès
- 1922
  - 5e du Tour de Belgique indépendants
- 1925
  - 3e du Circuit de Champagne
  - 5e du Tour de Belgique indépendants
  - 6e de Liège-Bastogne-Liège
- 1926
  - Circuit des villes d'eaux d'Auvergne
  - 2e de Lyon-Belfort
  - 2e de Paris-Nantes
  - 3e de Luxembourg-Lille

## Résultats sur le Tour de France
1 participation
- 1927 : abandon à la 11e étape